# سفارة النرويج في اليونان
سفارة النرويج في اليونان هي أرفع تمثيل دبلوماسي لدولة النرويج لدى اليونان. تقع السفارة في أثينا وهي تهدف لتعزيز المصالح النرويجية في اليونان.

## وصلات خارجية
- قائمة سفارات النرويج
- قائمة السفارات في اليونان